# 114649 Жаннекер
114649 Жаннекер (114649 Jeanneacker) — астероїд головного поясу, відкритий 6 березня 2003 року.
Тіссеранів параметр щодо Юпітера — 3,160.